# Cícero Nobre
Cícero Valdiran Lins Nobre (Aguiar, 23 de junho de 1992) é um atleta paralímpico brasileiro da classe T57, praticante de lançamento de dardo. Representou o Brasil nos Jogos Parapan-Americanos de 2019 em Lima, conquistando a medalha de ouro. Ainda no mesmo ano, levou a medalha de ouro no Mundial de Dubai.
Já em Jogos Paralímpicos a história é diferente. Nos Jogos Paralímpicos do Rio, em 2016, ficou em quarto lugar. Já nos Jogos de Tóquio 2020, conseguiu levar a medalha de bronze em uma final emocionante.